# Е Ко
Е Ко (бирм. အေးကို; 19 сентября 1921, Бассейн, Британская Индия — 26 сентября 2006, Янгон) — государственный и политический деятель Мьянмы. Ранее занимал должность главнокомандующего вооружёнными силами Бирмы. С декабря 1985 года по сентябрь 1988 года занимал должность вице-президента в Социалистической Республике Союза Бирмы при трёх президентах.

## Биография
20 апреля 1952 года поступил на службу в вооружённые силы Бирмы в звании младшего лейтенанта 2-й роты 15-го пехотного батальона. 30 апреля 1953 года ему было присвоено звание лейтенанта. Затем был переведён в 30-й пехотный батальон и 8 июля 1955 года ему было присвоено звание капитана. 27 июля 1956 года был переведен во 2 роту военной разведки 8-й пехотной бригады. 30 октября 1956 года стал офицером генерального штаба 8-й пехотной бригады. 25 мая 1960 года был переведен в 30-й пехотный батальон в должность временного заместителя командира батальона. 3 июня 1961 года получил звание майора и стал заместителем командира батальона 30-го пехотного батальона.
17 июня 1963 года был переведен в Шанский стрелковый батальон № 1. 20 января 1964 года был повышен до звания подполковника и стал командиром Шанского стрелкового батальона № 1. 9 сентября 1964 года был назначен в Юго-Западное региональное военное командование. 2 июня 1966 года был переведен в Управление военных операций министерства обороны. 30 июля 1966 года вступил в должность начальника Управления артиллерии и бронетанкового корпуса министерства обороны.
24 апреля 1967 года был направлен в 88-ю легкую пехотную дивизию. 17 августа 1968 года ему было присвоено звание полковника и он стал заместителем командира 88-й пехотной дивизии. 3 июля 1969 года стал командующим 88-й дивизии. 24 января 1972 года стал командующим подразделения стратегических операций, 11 июля 1972 года стал командующим Северо-восточным региональным военным командованием, 8 марта 1974 года командующим Северо-западным региональным военным округом, 18 марта 1975 года командующим региональными вооружёнными силами Рангуна.
2 апреля 1976 года ему было присвоено звание бригадного генерал, и он стал заместителем начальника штаба. 1 января 1979 года ему было присвоено звание генерал-майора, а 13 марта 1981 года — генерал-лейтенанта и он занял должность начальника штаба армии. 19 сентября 1981 года уволился с военной службы.